# Elezioni federali in Germania del 1987
Le elezioni federali nella Repubblica Federale di Germania del 1987 si tennero il 25 gennaio per il rinnovo del Bundestag.
Si recò alle urne l'84.3% dei cittadini aventi diritto al voto.
La coalizione CDU\CSU-FDP con Helmut Kohl come cancelliere venne riconfermata alla guida del Paese.

## Risultati
| Liste                                          | Maggioritario | Maggioritario | Maggioritario | Proporzionale | Proporzionale | Proporzionale | BB | Totale seggi |
| Liste                                          | Voti          | %             | Seggi         | Voti          | %             | Seggi         | BB | Totale seggi |
| ---------------------------------------------- | ------------- | ------------- | ------------- | ------------- | ------------- | ------------- | -- | ------------ |
| Partito Socialdemocratico di Germania (SPD)    | 14.787.953    | 39,18         | 79            | 14.025.763    | 37,04         | 107           | 7  | 193          |
| Unione Cristiano-Democratica di Germania (CDU) | 14.168.527    | 37,54         | 124           | 13.045.745    | 34,45         | 50            | 11 | 185          |
| Unione Cristiano-Sociale in Baviera (CSU)      | 3.859.244     | 10,23         | 45            | 3.715.827     | 9,81          | 4             | -  | 49           |
| Partito Liberale Democratico (FDP)             | 1.760.496     | 4,66          | -             | 3.440.911     | 9,09          | 46            | 2  | 48           |
| I Verdi                                        | 2.649.459     | 7,02          | -             | 3.126.256     | 8,26          | 42            | 2  | 44           |
| Partito Nazionaldemocratico di Germania        | 227.054       | 0,60          | -             | 182.880       | 0,48          | -             | -  | -            |
| Partito delle Donne                            | -             | -             | -             | 62.904        | 0,17          | -             | -  | -            |
| Partito Ecologico-Democratico                  | 109.152       | 0,29          | -             | 40.765        | 0,11          | -             | -  | -            |
| Altri <0,10%                                   | 118.024       | 0,31          | -             | 289.172       | 0,76          | -             | -  | -            |
| Totale                                         | 37.742.813    |               | 248           | 37.867.319    |               | 249           | 22 | 519          |